# Elverenberg-Vossenhol
De Elverenberg-Vossenhol is een heuvel in de Vlaamse Ardennen gelegen tussen Brakel en Sint-Maria-Oudenhove (Zottegem), iets ten oosten van de Kasteeldreef en de Berendries. Parallel aan de Elverenberg-Vossenhol komt de Kloosterbosstraat omhoog. Het Vossenhol is ook de naam van het lokale deelgebied van Natuurpunt-reservaat Middenloop Zwalm aan het Vijfstratenbos op de top.

## Wielrennen
De helling is bekend uit onder andere De Reuzen van Vlaanderen, een parcours voor wielertoeristen. De helling wordt sinds 2019 opgenomen in de Omloop Het Nieuwsblad. Deze is dan gesitueerd tussen de Berendries en de Muur-Kapelmuur.
De helling is ook opgenomen in de rode lus van de recreatieve fietsroute Ronde van Vlaanderenroute.

## Afbeeldingen

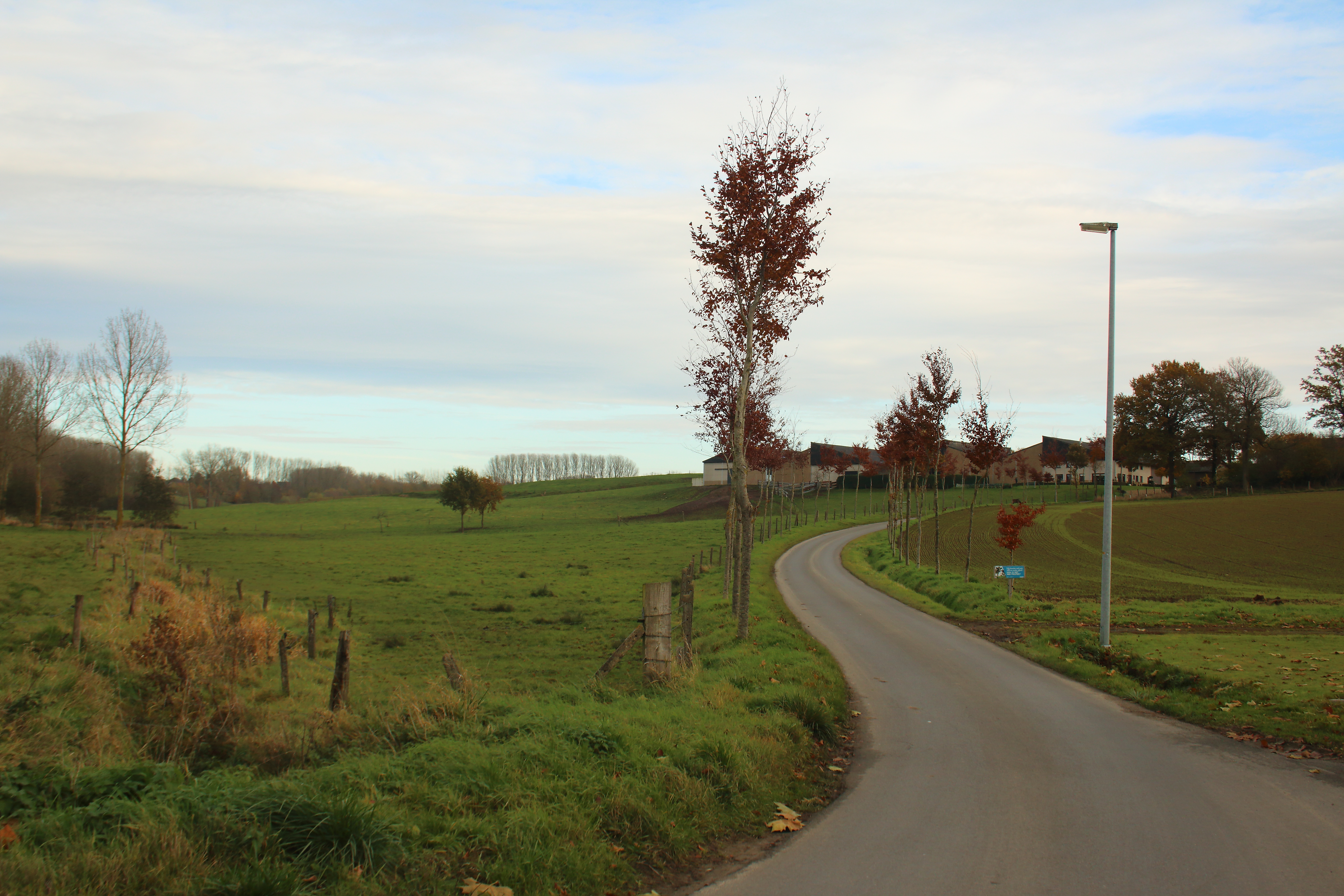
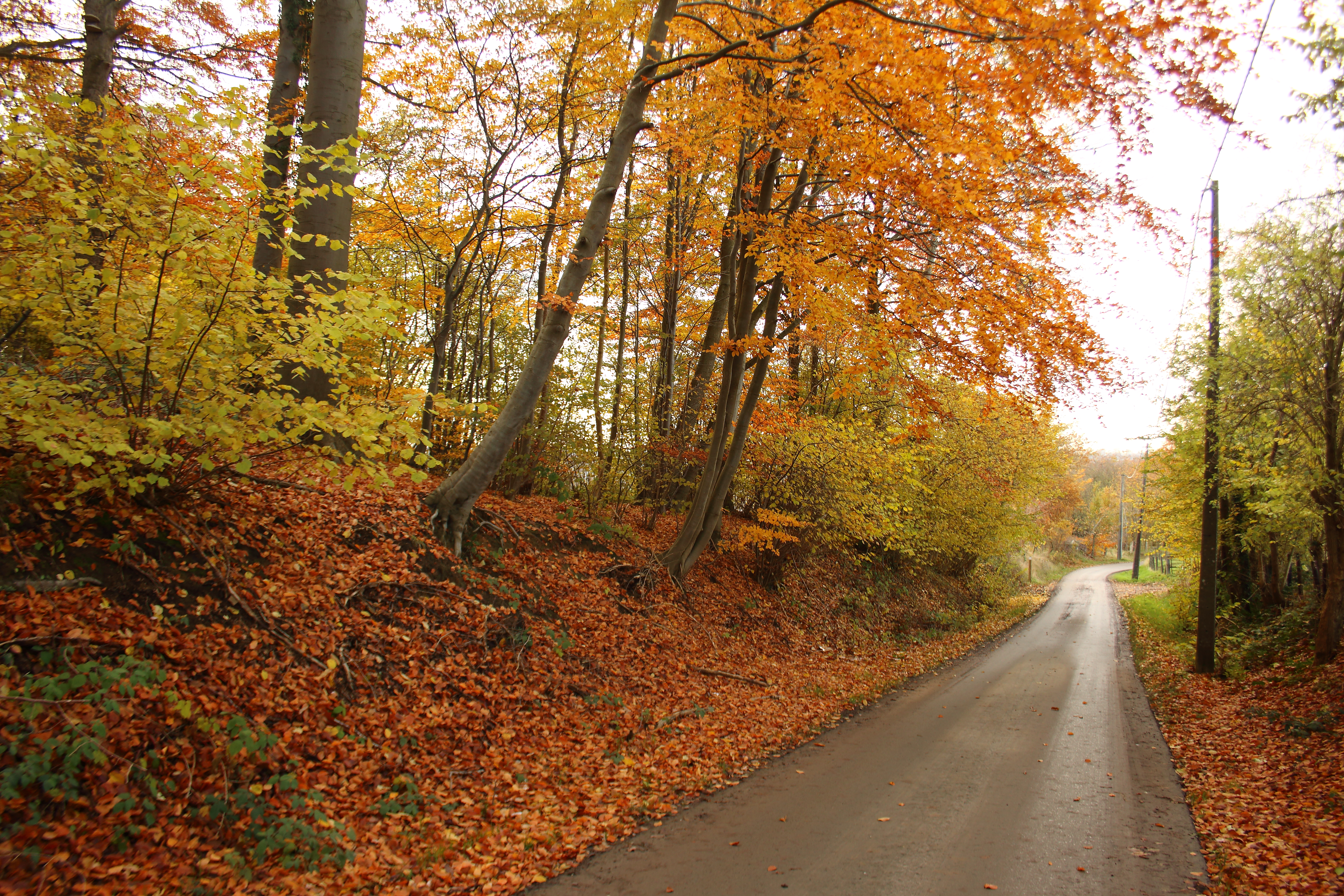
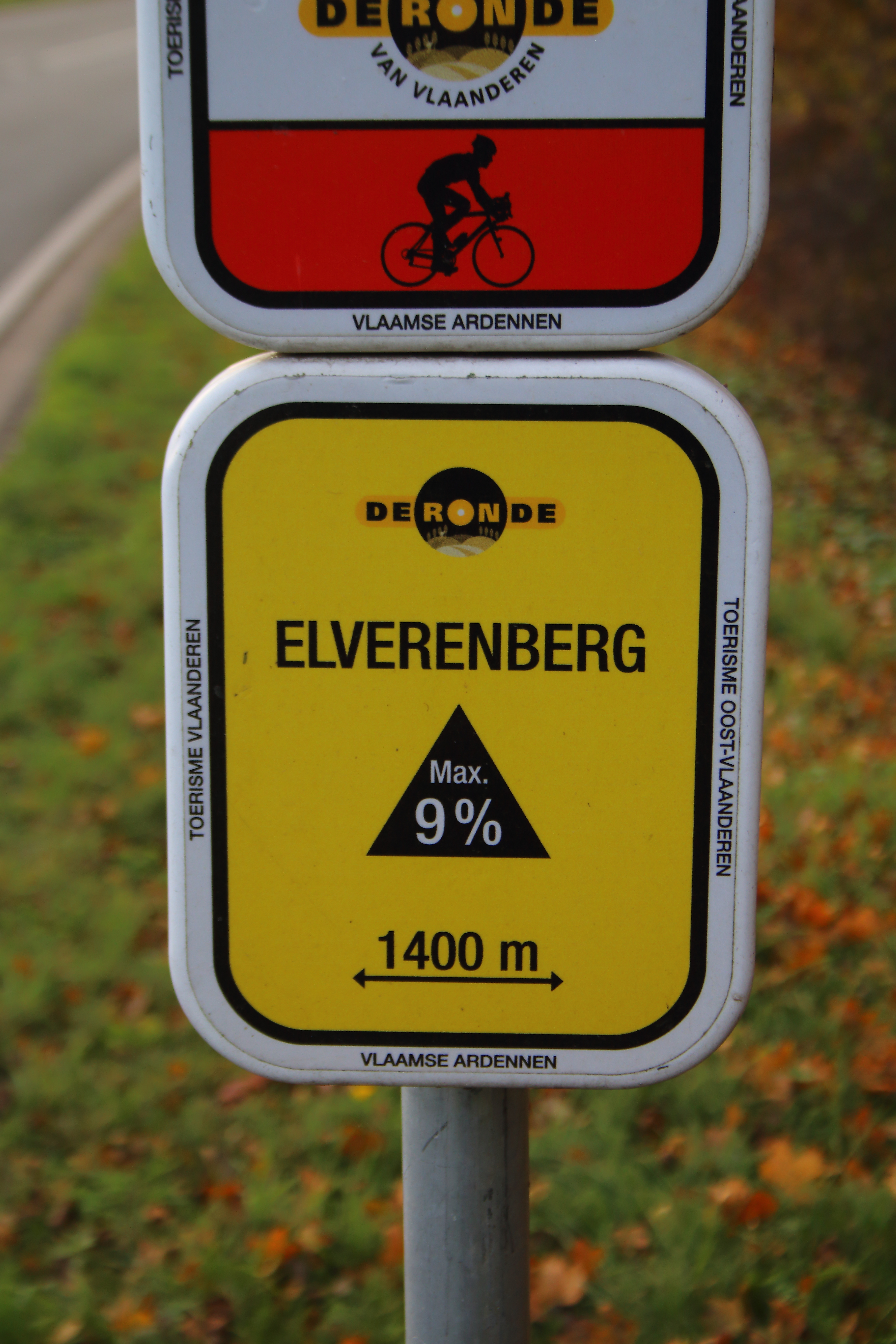
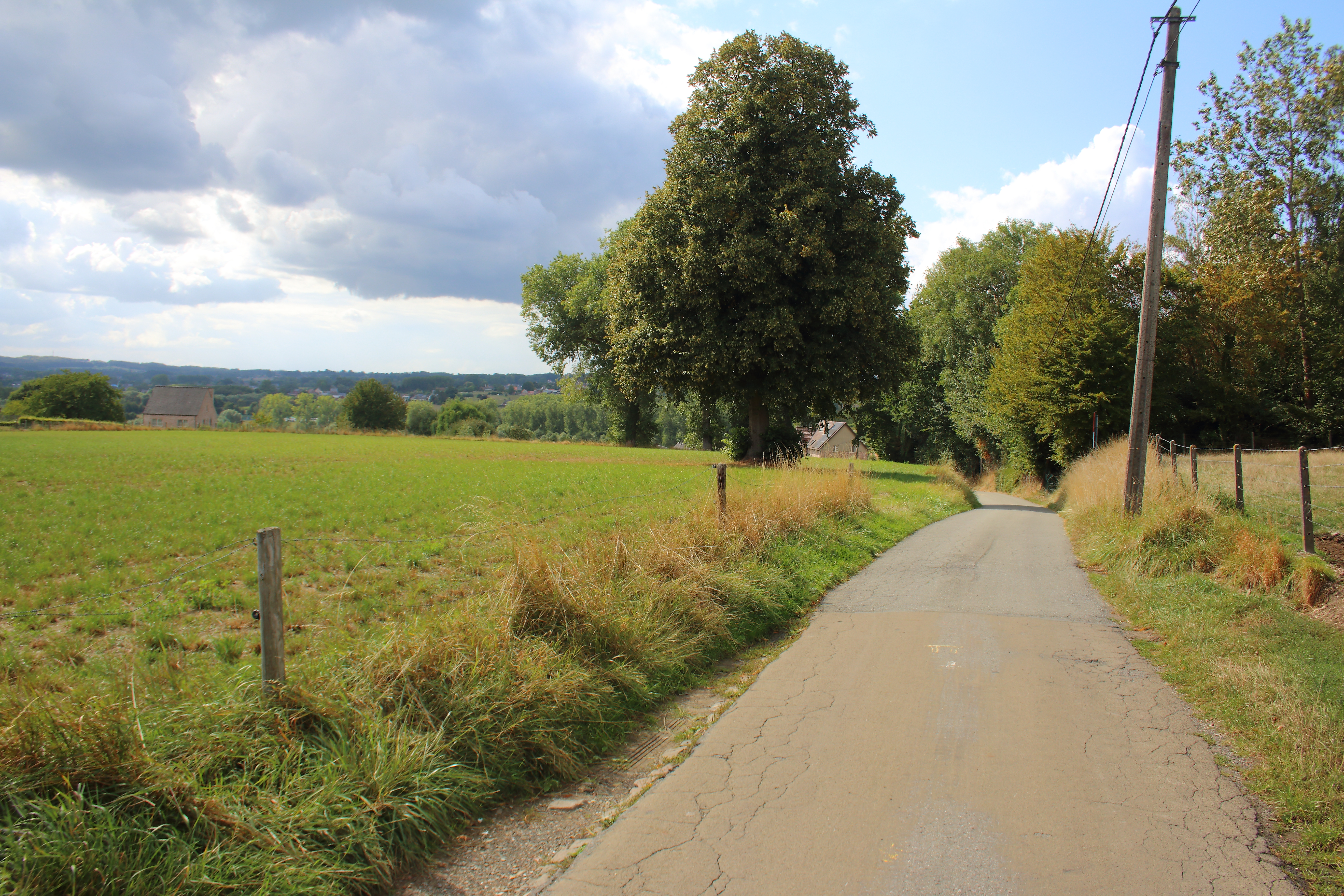
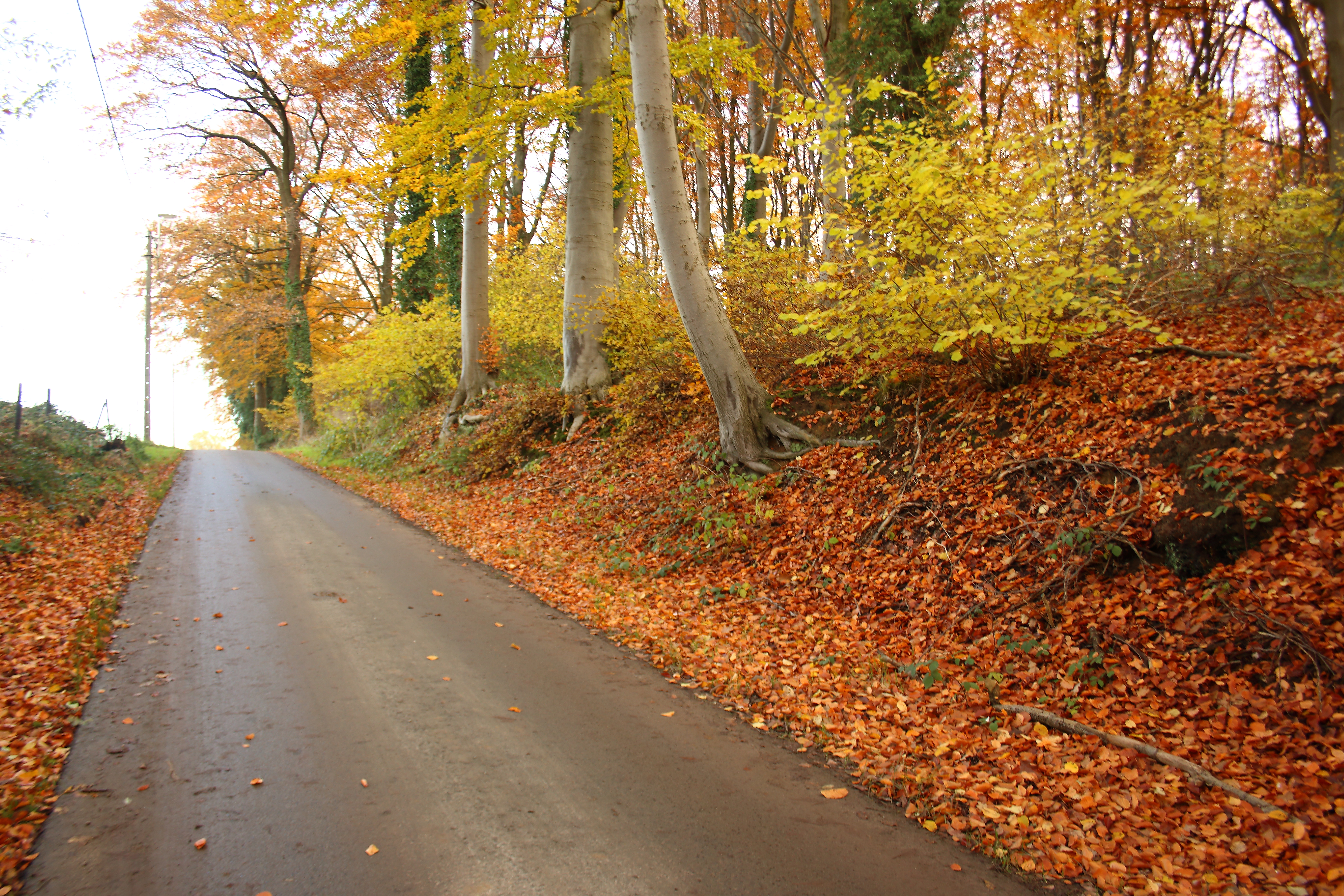